# Liste der Biografien/Fort
Liste der Biografien |
Portal Biografien |
Personensuche
# |
A |
B |
C |
D |
E |
F |
G |
H |
I |
J |
K |
L |
M |
N |
O |
P |
Q |
R |
S |
T |
U |
V |
W |
X |
Y |
Z |
?
 
Fa |
Fe |
Ff |
Fh |
Fi |
Fj |
Fk |
Fl |
Fm |
Fn |
Fo |
Fr |
Ft |
Fu |
Fy
 
Foa |
Fob |
Foc |
Fod |
Foe |
Fof |
Fog |
Foh |
Foi |
Foj |
Fok |
Fol |
Fom |
Fon |
Foo |
Fop |
For |
Fos |
Fot |
Fou |
Fov |
Fow |
Fox |
Foy |
Foz
 
Fora |
Forb |
Forc |
Ford |
Fore |
Forf |
Forg |
Fori |
Forj |
Fork |
Forl |
Form |
Forn |
Foro |
Forq |
Forr |
Fors |
Fort |
Foru |
Forw |
Fory |
Forz
Die Liste der Biografien führt alle Personen auf, die in der deutschsprachigen Wikipedia einen Artikel haben. Dieses ist eine Teilliste mit 239 Einträgen von Personen, deren Namen mit den Buchstaben „Fort“ beginnt.

## Fort
- Fort, Anat (* 1970), israelische Musikerin
- Fort, André (* 1935), französischer Geistlicher, emeritierter Bischof von Orléans
- Fort, Charles (1874–1932), US-amerikanischer Autor und Pionier der Erforschung paranormaler PhänomeneCharles Fort (1874–1932)

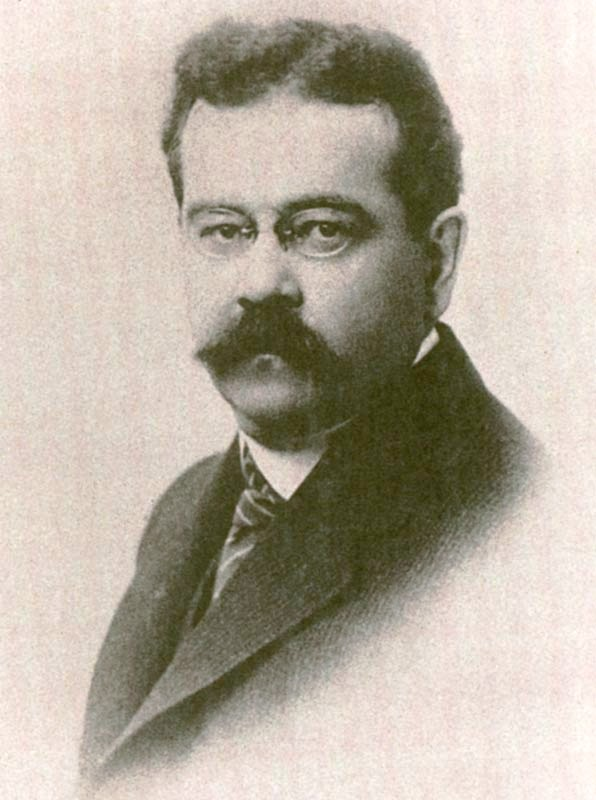
Charles Fort (1874–1932)

- Fort, Cornelia (1919–1943), US-amerikanische Pilotin
- Fort, Franklin W. (1880–1937), US-amerikanischer Politiker
- Fort, George Franklin (1809–1872), US-amerikanischer Politiker
- Fort, Greenbury L. (1825–1883), US-amerikanischer Politiker
- Fort, Héctor (* 2006), spanischer Fußballspieler
- Fort, Jakob (* 1999), norwegischer Schauspieler
- Fort, Jaume (* 1966), spanischer Handballspieler
- Fort, Jeff (* 1947), US-amerikanischer Terrorist und ehemaliges Gangmitglied
- Fort, John Franklin (1852–1920), US-amerikanischer Politiker
- Fořt, Josef (1850–1929), Journalist und Politiker in Österreich-Ungarn
- Fort, Ludwig († 1856), deutscher Handelsschullehrer, Lexikon-Herausgeber und Übersetzer
- Fort, Marie-Louise (1950–2022), französische Politikerin
- Fort, Marron Curtis (1938–2019), US-amerikanisch-deutscher Germanist
- Fort, Noa, israelische Jazzmusikerin (Gesang, Piano)
- Fort, Paul (1872–1960), französischer Dichter und Dramatiker
- Fořt, Pavel (* 1983), tschechischer Fußballspieler
- Fořt, Radovan (* 1965), tschechischer Radrennfahrer
- Fort, Tomlinson (1787–1859), US-amerikanischer Politiker

### Forta
- Fortak, Heinz (* 1926), deutscher Meteorologe
- Fortas, Abe (1910–1982), US-amerikanischer Jurist, Richter am Obersten Gerichtshof der Vereinigten Staaten

### Forte
- Forte, Allen (1926–2014), US-amerikanischer Musikwissenschaftler und -theoretiker
- Forte, Brian (* 1975), US-amerikanischer Basketballschiedsrichter
- Forte, Bruno (* 1949), italienischer Geistlicher, Theologe und Dogmatiker, römisch-katholischer Erzbischof von Chieti-Vasto
- Forte, Carla (* 1994), brasilianische Tennisspielerin
- Forte, Charles, Baron Forte (1908–2007), britischer Unternehmer und Manager
- Forte, Dieter (1935–2019), deutscher Schriftsteller
- Forte, Francesco (1929–2022), italienischer Politiker (Partito Socialista Italiano), Mitglied der Camera dei deputati
- Forte, Frédéric (1970–2017), französischer Basketballspieler und -funktionär
- Forte, Julian (* 1993), jamaikanischer Sprinter
- Forte, Lori, US-amerikanische Filmproduzentin
- Forte, Luca, neapolitanischer Stilllebenmaler
- Forte, Marlene (* 1961), kubanisch-US-amerikanische Schauspielerin
- Forté, Matt (* 1985), US-amerikanischer American-Football-Spieler
- Forte, Rocco (* 1945), britischer Hotelier
- Forte, Ross (* 1989), US-amerikanischer Schauspieler
- Forte, Simone (* 1996), italienischer Leichtathlet
- Forte, Uli (* 1974), italienischer Fussballspieler und -trainer
- Forte, Will (* 1970), US-amerikanischer Schauspieler
- Fortea, Daniel (1878–1953), spanischer Gitarrist, Komponist und Gitarrenlehrer
- Fortea, José Antonio (* 1968), römisch-katholischer Priester und Exorzist
- Fortebraccio, Niccolò († 1435), Condottiere
- Forteguerri, Laudomia (1515–1555), italienische Dichterin
- Fortell, Albert (* 1952), österreichischer Schauspieler und DrehbuchautorAlbert Fortell (* 1952)

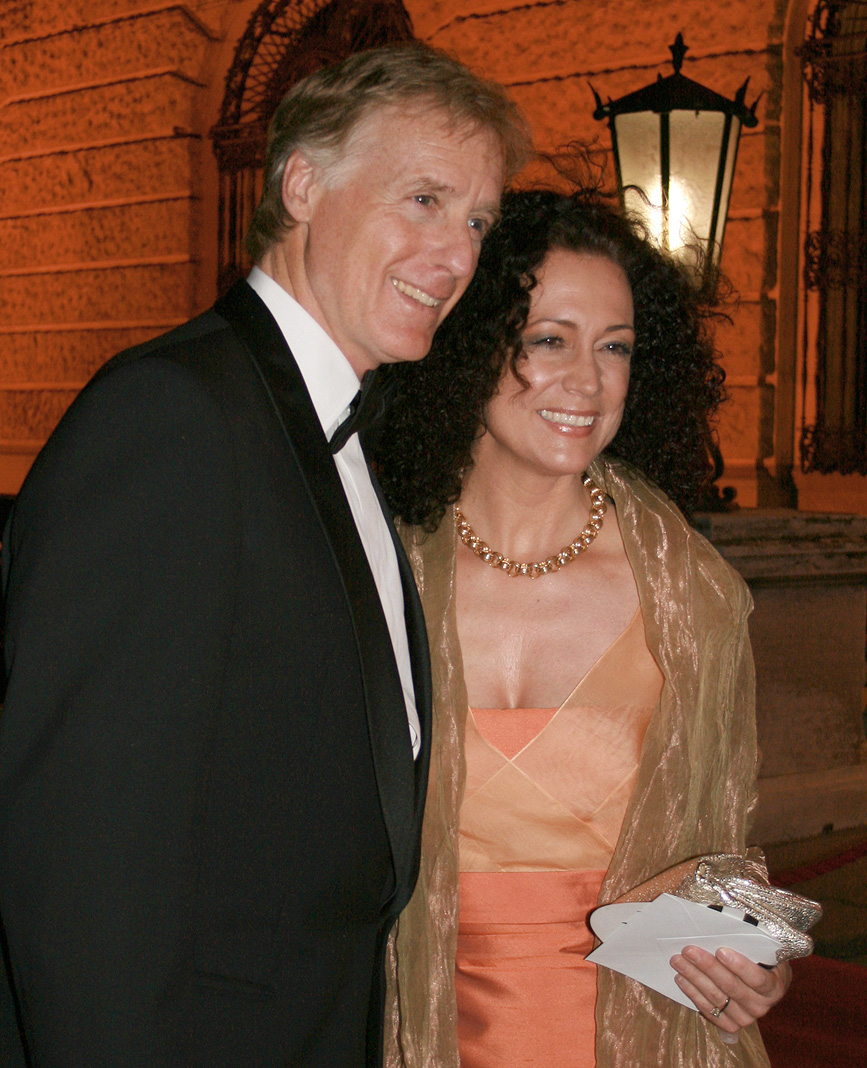
Albert Fortell (* 1952)

- Fortell, Bert (1924–1996), österreichischer Schauspieler
- Fortenbacher, Carolin (* 1963), deutsche Musicaldarstellerin und SängerinCarolin Fortenbacher (* 1963)

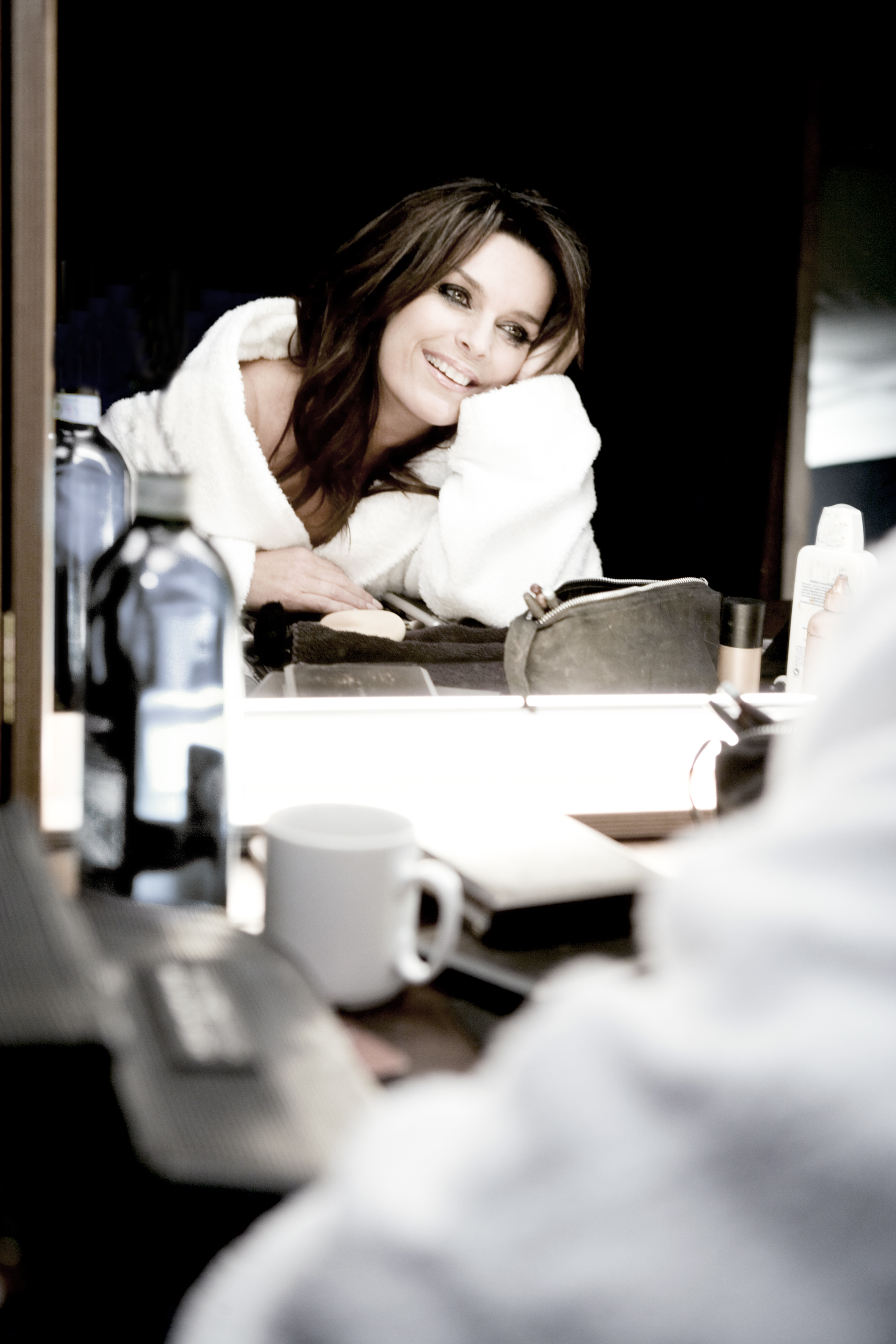
Carolin Fortenbacher (* 1963)

- Fortenbaugh, William Wall (* 1936), US-amerikanischer Altphilologe und Philosophiehistoriker
- Fortenberry, Jeff (* 1960), US-amerikanischer Politiker
- Fortenberry, Joe (1911–1993), US-amerikanischer Basketballspieler
- Fortensky, Larry (1952–2016), US-amerikanischer Bauarbeiter, geschiedener Ehemann von Elizabeth Taylor
- Forterre, Patrick (* 1949), französischer Mikrobiologe
- Forterre, Pierre (1940–2018), französischer Armeegeneral
- Fortes Filho, Agostinho (1901–1966), brasilianischer Fußballspieler
- Fortes Palau, José Roberto (* 1965), brasilianischer Geistlicher, römisch-katholischer Bischof von Limeira
- Fortes, Alvin (* 1994), niederländischer Fußballspieler
- Fortes, Carlos (* 1994), portugiesischer Fußballspieler
- Fortes, Corsino (1933–2015), kap-verdischer Lyriker und Politiker
- Fortes, Filomena (* 1966), kapverdische Sportfunktionärin
- Fortes, Kevin (* 1998), französischer American-Football-Spieler
- Fortes, Marco (* 1982), portugiesischer Leichtathlet
- Fortes, Meyer (1906–1983), südafrikanischer Anthropologe
- Fortes, Odaïr (* 1987), kap-verdischer Fußballspieler
- Fortes, Stéphane (* 1994), französischer American-Football-Spieler
- Fortès, Steven (* 1992), französischer-kap-verdischer Fußballspieler
- Fortes, Susana (* 1959), spanische Schriftstellerin und Kolumnistin
- Fortescue, Adrian († 1539), englischer Ritter unter den Königen Heinrich VII. und Heinrich VIII.Adrian Fortescue († 1539)

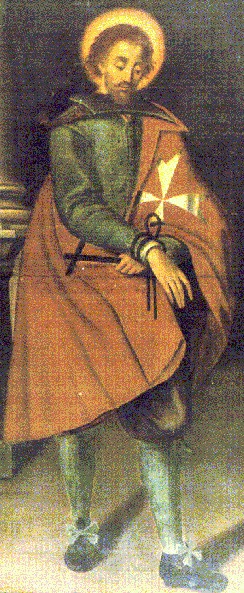
Adrian Fortescue († 1539)

- Fortescue, Charles Legeyt (1876–1936), kanadischer Elektrotechniker
- Fortescue, Granville Roland (1875–1952), US-amerikanischer Offizier und Journalist
- Fortescue, John, englischer politischer Schriftsteller
- Fortescue, John († 1607), englischer Parlamentarier und Schatzkanzler
- Fortescue, Michael (* 1946), britischer Linguist
- Fortescue-Brickdale, Eleanor (1872–1945), britische Malerin
- Fortet, Robert (1912–1998), französischer Mathematiker
- Fortey, Richard (1946–2025), britischer Paläontologe
- Forteza, Barbie (* 1997), philippinische Schauspielerin
- Forteza, Paula (* 1986), französische Politikerin

### Fortg
- Fortgens, Gé (1887–1957), niederländischer Fußballspieler

### Forth
- Forth, Wolfgang (1932–2009), deutscher Pharmakologe
- Förther, Horst (1950–2016), deutscher Politiker (SPD)
- Forthhere († 737), Bischof von Sherborne
- Forthomme, Pierre Guillaume Camille (1821–1884), französischer Physiker und Chemiker
- Forthomme, Roland (* 1970), belgischer Karambolagespieler
- Forthuber, Herbert (* 1960), österreichischer Schauspieler
- Forthuber, Richard (1882–1957), deutscher Verwaltungsjurist und Kommunalbeamter

### Forti
- Forti, Anton (1790–1859), österreichischer Sänger und Bratschist
- Forti, Francesco (* 1999), italienischer Tennisspieler
- Forti, Giuseppe (1939–2007), italienischer Astronom
- Forti, Guido (1940–2013), italienischer Formel-1-Teamchef von Forti Corse
- Forti, Helena (1884–1942), deutsche Opernsängerin (Sopran)
- Forti, Simone (* 1935), US-amerikanische Tänzerin und Choreografin
- Fortia d’Urban, Agricol-Joseph (1756–1843), französischer Philologe und Historiker
- Fortier, Achille (1864–1939), kanadischer Komponist und Musikpädagoge
- Fortier, Amanda (* 1978), kanadische Skilangläuferin
- Fortier, Dave (* 1951), kanadischer Eishockeyspieler
- Fortier, François (* 1979), kanadischer Eishockeyspieler
- Fortier, Jaime (* 1976), kanadische Skilangläuferin
- Fortier, Laurie (* 1974), US-amerikanische Schauspielerin
- Fortier, Marc (* 1966), kanadischer Eishockeyspieler und -trainer
- Fortier, Michael (* 1962), kanadischer Politiker
- Fortier, Samuel (1855–1933), amerikanischer Wasserbau-Ingenieur
- Fortier, Yves (1914–2014), kanadischer Geologe
- Förtig, Peter (1934–2024), deutscher Komponist und Musiktheoretiker
- Fortin de La Hoguette, Philippe (* 1585), französischer Kriegsmann, Philosoph und Schriftsteller
- Fortin, Alexandre (* 1997), kanadischer Eishockeyspieler
- Fortin, Ariane (* 1984), kanadische Boxerin
- Fortin, Bernard (* 1957), kanadischer Schauspieler und Synchronsprecher
- Fortin, Caroline (* 1960), kanadische Verlegerin und Autorin
- Fortin, Dominique (* 1961), kanadische Filmeditorin
- Fortin, Filippo (* 1989), italienischer Bahn- und Straßenradrennfahrer
- Fortin, Geneviève (* 1972), kanadische Freestyle-Skierin
- Fortin, Jean-François (* 1979), kanadischer Eishockeyspieler
- Fortin, Marc-Aurèle (1888–1970), kanadischer Maler, Aquarellist, Grafiker und Zeichner
- Fortin, Marco (* 1974), italienischer Fußballtorhüter
- Fortin, Valentine (* 1999), französische Radsportlerin
- Fortin, Viktor (* 1936), österreichischer Komponist und Hochschulprofessor
- Fortineau, Thierry (1953–2006), französischer Schauspieler
- Fortini, Benedetto (1676–1732), italienischer Maler
- Fortini, Franco (1917–1994), italienischer Dichter, Autor, Übersetzer und marxistischer Intellektueller
- Fortini, Giovacchino (1670–1736), italienischer Bildhauer und Architekt
- Fortini, Luigi Maria (1795–1848), italienischer, römisch-katholischer Bischof in Indien
- Fortino, Eleuterio (1938–2010), italienischer Theologe und Ökumeniker
- Fortino, Laura (* 1991), kanadisch-italienische Eishockeyspielerin
- Fortinski, Feodor Jakowlewitsch (1846–1902), russischer Historiker, Mediävist und Rektor der Universität Kiew
- Fortis, Alberto (1741–1803), italienischer Geistlicher, Naturphilosoph und Universalgelehrter
- Fortis, Alberto (* 1955), italienischer Cantautore
- Fortis, Alessandro (1842–1909), italienischer Politiker und Ministerpräsident
- Fortis, Aloisius (1748–1829), Generaloberer der Societas Jesu (Jesuiten)

### Fortk
- Fortkord, Alois (* 1956), deutscher Fußballspieler
- Fortkord, Fredrik (* 1979), schwedischer Freestyle-Skisportler

### Fortl
- Fortlage, Johann Heinrich Benjamin (1770–1841), Theologe, Lehrer, Direktor des Ratsgymnasiums Osnabrück
- Fortlage, Karl (1806–1881), deutscher Philosoph

### Fortm
- Fortmann, Bruno (1894–1970), deutscher Mediziner und Rassenhygieniker
- Fortmann, Dan (1916–1995), US-amerikanischer American-Football-Spieler und Chirurg
- Fortmann, Franz (1877–1935), deutscher Jurist und Politiker (Zentrum), MdR
- Fortmann, Harald R. (* 1971), deutscher Unternehmer und Herausgeber und Autor zahlreicher Bücher
- Fortmann, Johann Gottfried († 1815), deutscher Verwaltungsjurist
- Fortmann, Johannes (1576–1654), deutscher Bibliothekar
- Fortmann, Meinard (* 1891), deutscher römisch-katholischer Postbeamter und Märtyrer
- Fortmann, Michael (1979–2023), deutscher Jurist und Versicherungswissenschaftler
- Fortmann, Thomas (* 1951), Schweizer Komponist und Musikproduzent
- Fortmann, Wilhelm (1814–1894), deutscher Unternehmer
- Fortmeier, Georg (* 1955), deutscher Politiker (SPD), MdL
- Fortmüller, August (1864–1942), deutscher Generalleutnant

### Fortn
- Fortna, Rosie (* 1946), US-amerikanische Skirennläuferin
- Fortner, Andreas (1809–1862), böhmischer Silberschmied, Maler, Lithograph und Ziseleur
- Fortner, Georg (1814–1879), deutscher Historienmaler
- Fortner, Johann (1884–1947), deutscher Offizier, zuletzt Generalleutnant im Zweiten Weltkrieg
- Fortner, Josef (1893–1969), deutscher Veterinärmediziner und Hygieniker
- Fortner, Sullivan (* 1986), amerikanischer Jazzmusiker (Piano, Komposition)Sullivan Fortner (* 1986)

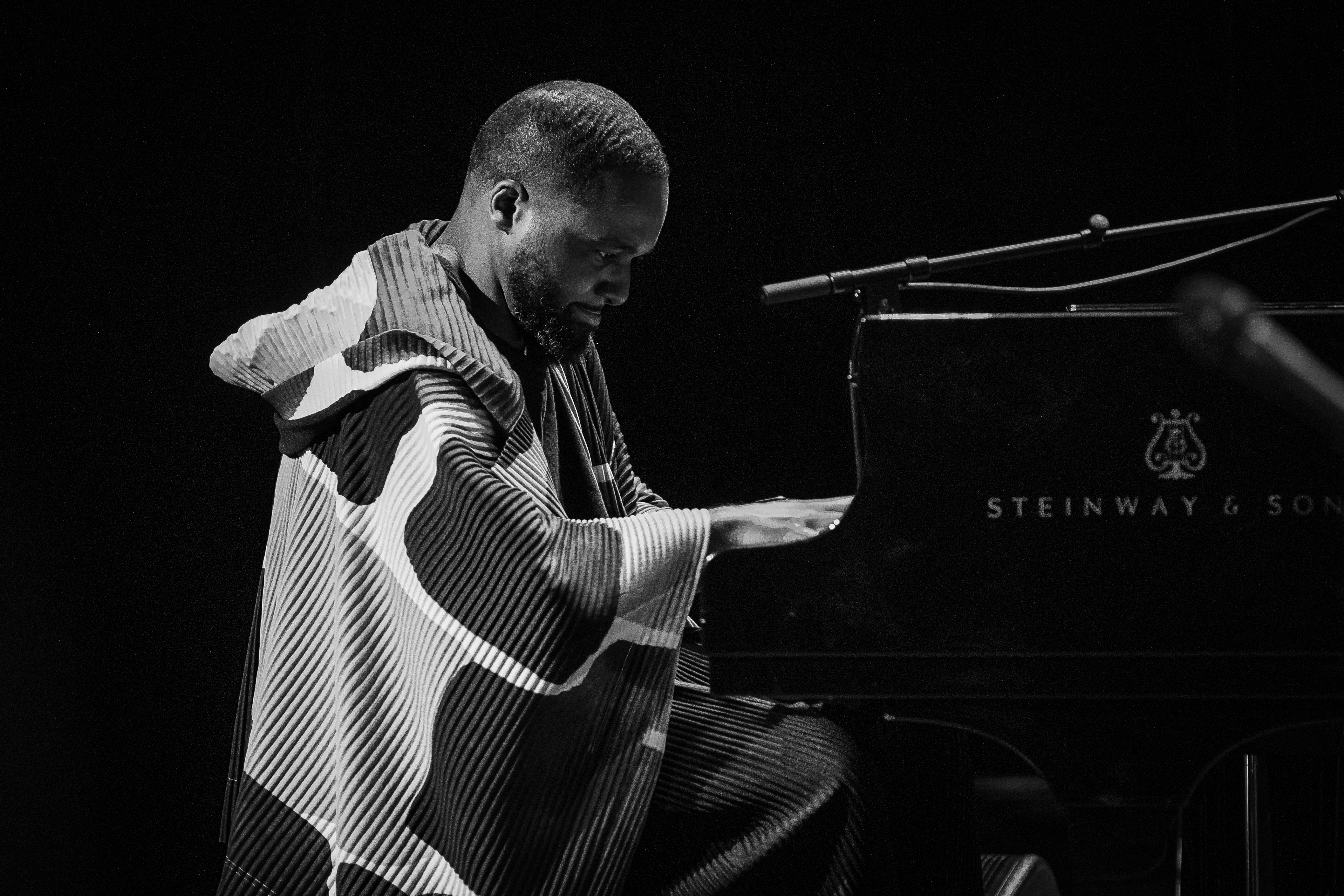
Sullivan Fortner (* 1986)

- Fortner, Wolfgang (1907–1987), deutscher Komponist
- Fortnow, Lance (* 1963), amerikanischer Informatiker
- Fortnum, Peggy (1919–2016), britische Illustratorin, Schöpferin des Paddington Bear

### Forto
- Forto, Edin (* 1972), bosnischer Politiker
- Forton, Francis (* 1962), belgischer Karambolagespieler
- Forton, Jean (1930–1982), französischer Schriftsteller
- Fortoul, Hippolyte (1811–1856), französischer Historiker, Schriftsteller, Hochschullehrer und Politiker
- Fortounis, Konstantinos (* 1992), griechischer Fußballspieler
- Fortow, Wladimir Jewgenjewitsch (1946–2020), russischer Physiker

### Forts
- Förtsch, Adalbert (* 1826), deutscher Orgelbauer
- Förtsch, Bernd (* 1962), deutscher Verleger
- Förtsch, Christian August (1731–1785), deutscher Arzt, Librettist und Freimaurer
- Förtsch, Eva-Maria (* 1951), deutsche Politikerin (PDS, Die Linke), Psychologin, Volkskammerabgeordnete
- Förtsch, Johann Philipp (1652–1732), deutscher Komponist, Staatsmann und Arzt
- Förtsch, Leonhard (1888–1961), deutscher Kommunalpolitiker (SPD)
- Förtsch, Michael (1654–1724), deutscher lutherischer Theologe
- Förtsch, Oscar (1840–1905), deutscher Offizier und Prähistoriker
- Förtsch, Paul Jacob (1722–1801), deutscher lutherischer Theologe, Generalsuperintendent
- Förtsch, Reinhard (* 1958), deutscher Klassischer Archäologe
- Förtsch, Richard (1837–1916), Senatspräsident am Reichsgericht
- Fortschegger, Johann (1743–1827), österreichischer Holzbildhauer und Maler
- Fortson, Abby Ryder (* 2008), US-amerikanische Schauspielerin
- Fortson, Courtney (* 1988), amerikanischer Basketballspieler
- Fortson, Danny (* 1976), US-amerikanischer Basketballspieler

### Fortu
- Fortugno, Francesco (1951–2005), italienischer Politiker
- Fortuin, Arnold (1901–1970), deutscher römisch-katholischer Geistlicher
- Fortuin, Bjorn (* 1994), südafrikanischer Cricketspieler
- Fortuin, Dirk (1901–1986), niederländischer Ruderer
- Fortuin, Nicole (* 1992), südafrikanische Schauspielerin und Tänzerin
- Fortún Garcés, König von Pamplona (882–905)
- Fortún, Elena (1886–1952), spanische Schriftstellerin
- Fortún, Rafael (1919–1982), kubanischer Sprinter
- Fortuna dos Santos, Wallace (* 1994), brasilianischer Fußballspieler
- Fortuna, Brian (* 1982), US-amerikanischer Tänzer, Choreograf und Ausbilder
- Fortuna, Dawid (* 1988), polnischer Jazzmusiker (Schlagzeug)
- Fortuna, Ignatius († 1789), Kammermohr der Fürstäbtissin von EssenIgnatius Fortuna († 1789)

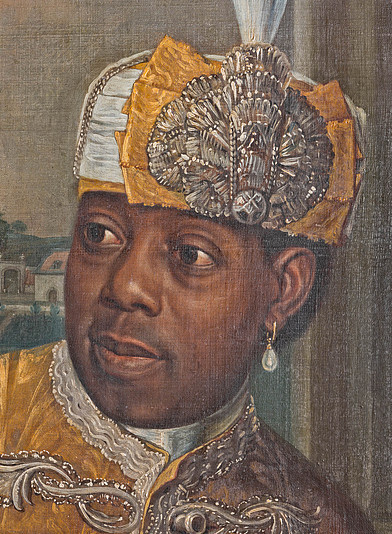
Ignatius Fortuna († 1789)

- Fortuna, Javier (* 1990), dominikanischer Boxer
- Fortuna, Maciej (* 1982), polnischer Jazzmusiker (Trompete, Komposition)
- Fortuna, Núrio (* 1995), angolanischer Fußballspieler
- Fortuna, Wojciech (* 1952), polnischer Skispringer
- Fortunati, Gian Francesco (1746–1821), italienischer Komponist und Kapellmeister der Klassik
- Fortunati, José (* 1955), brasilianischer Politiker
- Fortunato (* 1966), deutscher Literaturagent und Schriftsteller
- Fortunato, Andrea (1971–1995), italienischer Fußballspieler
- Fortunato, Bettina (* 1957), deutsche Politikerin (PDS, Die Linke), MdL Brandenburg
- Fortunato, Daniele (* 1963), italienischer Fußballspieler
- Fortunato, Elvira (* 1964), portugiesische Physikerin
- Fortunato, Flavia (* 1964), italienische Popsängerin
- Fortunato, Francesco (* 1994), italienischer Geher
- Fortunato, Gilberto (* 1987), brasilianischer Fußballspieler
- Fortunato, Joe (1930–2017), US-amerikanischer American-Football-Spieler und -Trainer
- Fortunato, Laura (* 1985), argentinische Fußballschiedsrichterin
- Fortunato, Lorenzo (* 1996), italienischer RadrennfahrerLorenzo Fortunato (* 1996)

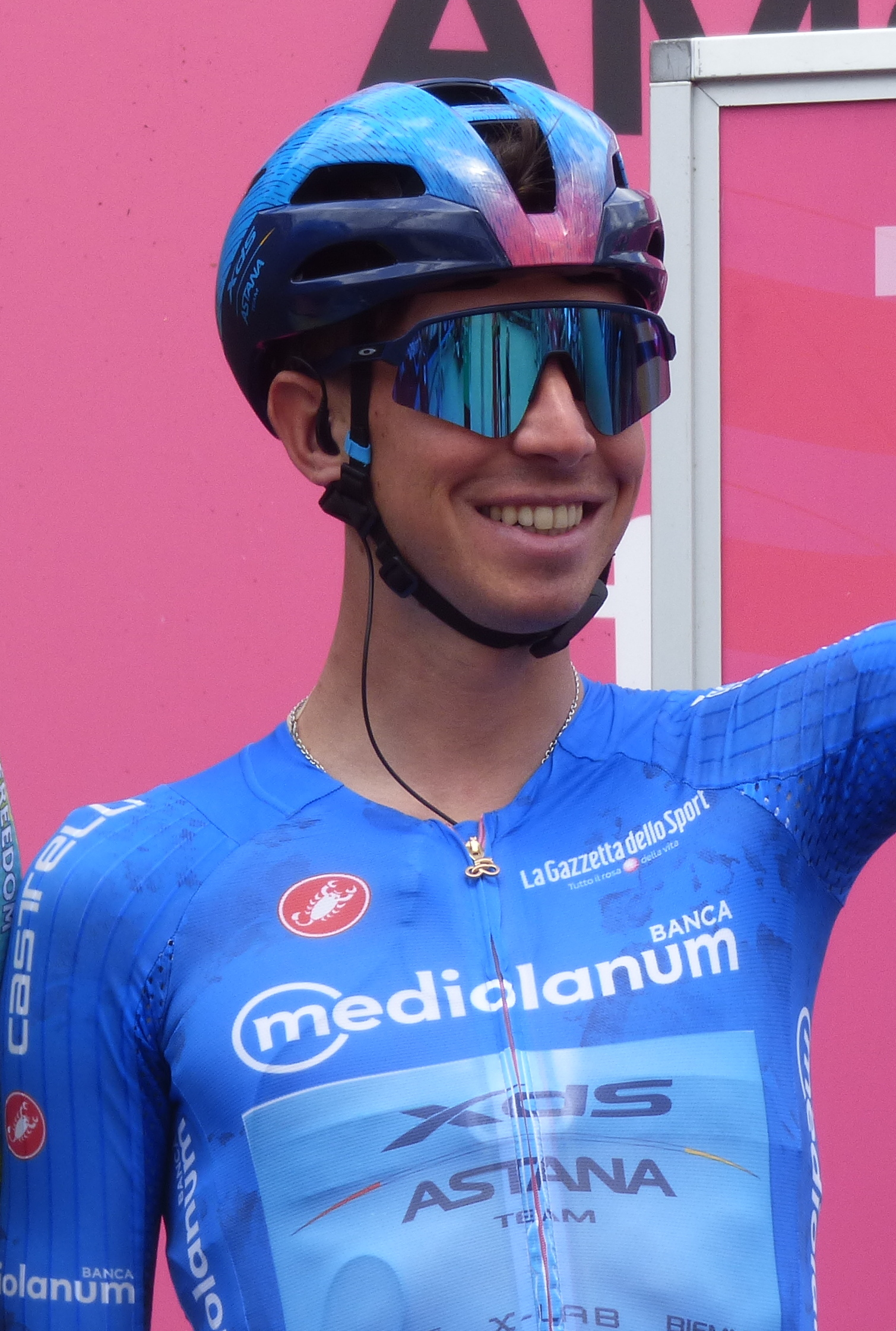
Lorenzo Fortunato (* 1996)

- Fortunato, Mario (* 1958), italienischer Journalist, Lektor und Schriftsteller
- Fortunato, Roberto (* 1964), italienischer Radsportler, Weltmeister im Radsport
- Fortunatus, Jünger Jesu
- Fortunatus I., Patriarch von Grado
- Fortunatus II., Bischof von Treviso, Patriarch von Grado
- Fortunatus von Todi († 537), Bischof der Stadt Todi in Umbrien
- Fortunatus, Matthaeus († 1528), ungarischer Humanist
- Fortune, Brian, irischer Schauspieler
- Fortune, Carley, kanadische Schriftstellerin
- Fortune, Dion (1890–1946), walisische Okkultistin, Rosenkreuzerin, Theosophin und Autorin
- Fortune, E. Charlton (1885–1969), amerikanische Malerin des Impressionismus
- Fortune, Frederick (1921–1994), US-amerikanischer Bobfahrer
- Fortune, George (1931–2019), US-amerikanischer Opernsänger
- Fortune, Heather, US-amerikanische Flötistin, Multiinstrumentalistin, Arrangeurin, Komponistin und Musikpädagogin
- Fortune, Kristin, US-amerikanische Eiskunstläuferin
- Fortune, Leah (* 1990), brasilianische Fußballspielerin
- Fortuné, Marc-Antoine (* 1981), französischer Fußballspieler
- Fortune, Quinton (* 1977), südafrikanischer FußballspielerQuinton Fortune (* 1977)

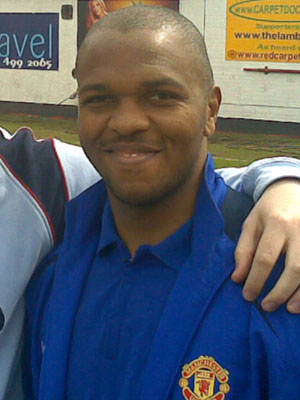
Quinton Fortune (* 1977)

- Fortune, Reo Franklin (1903–1979), US-amerikanischer Anthropologe und Ethnologe
- Fortune, Robert (1812–1880), englischer Gärtner und Forschungsreisender
- Fortune, Seán (1954–1999), irischer katholischer Priester
- Fortune, Sonny (1939–2018), US-amerikanischer Jazzmusiker (Alt- und Sopransaxophon, Flöte)
- Fortuniak, Zdzisław (* 1939), polnischer Geistlicher, emeritierter Weihbischof in Posen
- Fortunio, Giovanni Francesco († 1517), italienischer Humanist, Romanist und Grammatiker
- Fortuño, Luis (* 1960), puerto-ricanischer Politiker
- Fortunow, Georgi (* 1957), bulgarischer Radrennfahrer
- Fortuński, Mieszko (* 1992), polnischer Poolbillardspieler
- Fortunus, Maxime (* 1983), kanadischer Eishockeyspieler und -trainer
- Fortuny, Marià (1838–1874), spanischer Maler
- Fortuny, Mariano (1871–1949), italienischer Universalkünstler; unter anderem Modedesigner, Maler, Bildhauer, Architekt, Inneneinrichter, Ingenieur und Erfinder
- Fortus, Marija Alexandrowna (1900–1981), russische bzw. sowjetische Agentin
- Fortus, Richard (* 1966), US-amerikanischer GitarristRichard Fortus (* 1966)

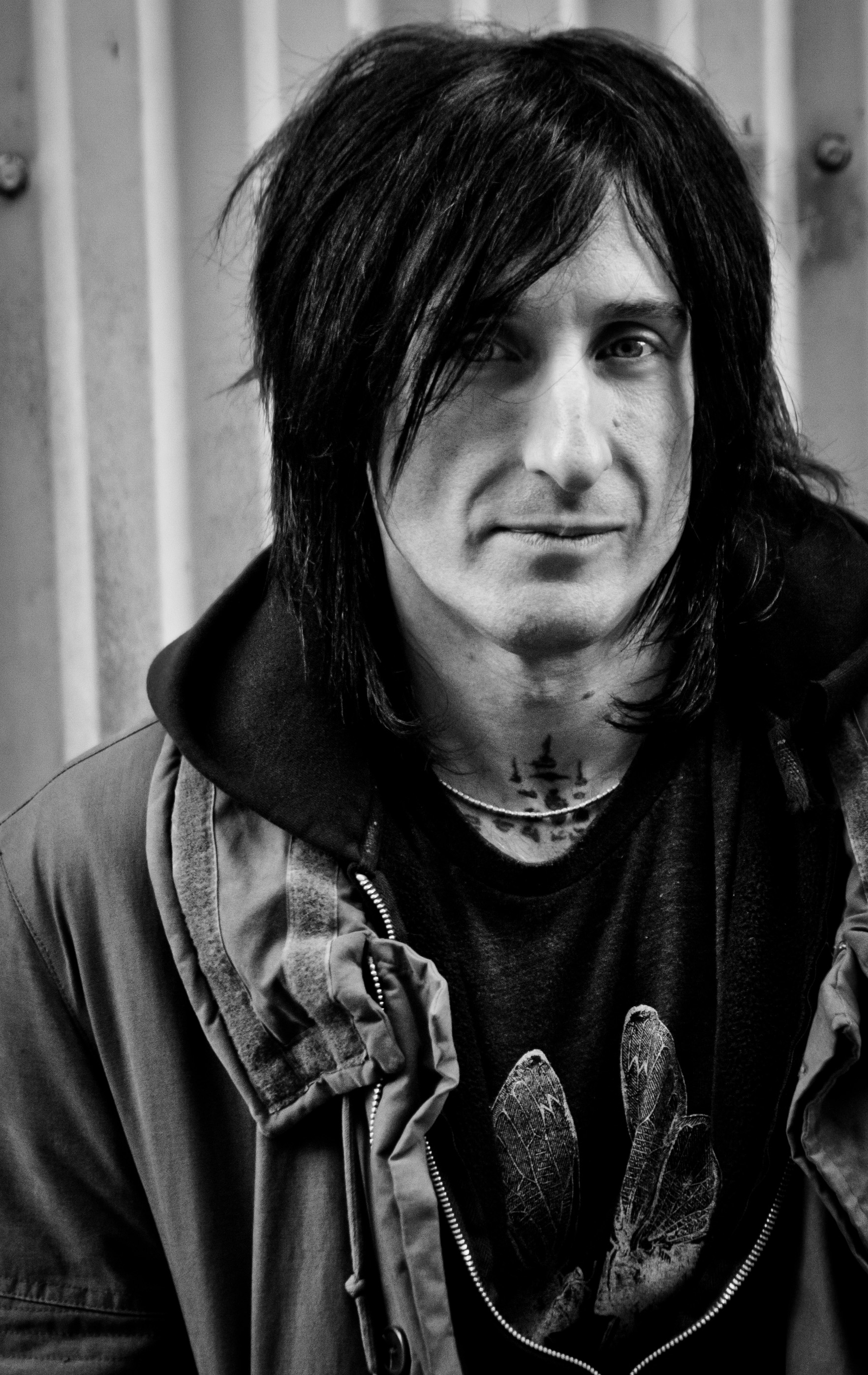
Richard Fortus (* 1966)

- Fortuyn, Pim (1948–2002), niederländischer Soziologe, Politiker (LPF) und Publizist
- Fortuzzi, Michelangelo (* 2001), deutscher Schauspieler
- Fortuzzi, Valentino (* 1997), deutsch-italienischer Schauspieler